# Uranophora metamela
Uranophora metamela är en fjärilsart som beskrevs av Paul Dognin 1911. Uranophora metamela ingår i släktet Uranophora och familjen björnspinnare. Inga underarter finns listade i Catalogue of Life.